# Bisdom Dallas
Het bisdom Dallas (Latijn: Dioecesis Dallasensis) is een rooms-katholiek bisdom met als zetel Dallas, in de Amerikaanse staat Texas. Het bisdom is suffragaan aan het aartsbisdom San Antonio. 

## Geschiedenis
Het bisdom werd opgericht op 15 juli 1890, als het bisdom Dallas, uit delen van het bisdom Galveston. Op 20 oktober 1953 veranderde het van naam naar bisdom Dallas-Fort Worth.  Op 9 augustus 1969 splitste het bisdom Fort Worth zich af en kreeg het wederom de naam bisdom Dallas. 
Het verloor meermaals gebied bij de oprichting van de bisdommen El Paso (1914), Amarillo (1926), Austin (1947), San Angelo (1961), Fort Worth (1969) en Tyler (1986). 

## Parochies
Het bisdom had in 2023 een oppervlakte van 19.475 km2 en telde 4.505.229 inwoners waarvan 30,6% rooms-katholiek was.

## Bisschoppen
- Thomas Francis Brennan (9 januari 1891 - 17 november 1892)
- Edward Joseph Dunne (2 oktober 1893 - 5 augustus 1910)
- Joseph Patrick Lynch (8 juni 1911 - 19 augustus 1954)
  - Augustine Danglmayr (hulpbisschop: 24 april 1942 - 22 augustus 1969)
- Thomas Kiely Gorman (19 augustus 1954 - 22 augustus 1969; coadjutor sinds 8 februari 1952)
  - John Joseph Cassata (hulpbisschop: 12 maart 1968 - 22 augustus 1969)
- Thomas Ambrose Tschoepe (27 augustus 1969 - 14 juli 1990)
- Charles Victor Grahmann (14 juli 1990 - 6 maart 2007; coadjutor sinds 9 december 1989)
  - Joseph Anthony Galante (coadjutor: 23 november 1999 - 23 maart 2004)
- Kevin Joseph Farrell (6 maart 2007 - 15 augustus 2016; kardinaal in 2016)
  - Mark Joseph Seitz (hulpbisschop: 11 maart 2010 - 6 mei 2013)
  - John Douglas Deshotel (hulpbisschop: 11 maart 2010 - 17 februari 2016)
  - John Gregory Kelly (hulpbisschop: 16 december 2015 - 20 december 2024)
- Edward James Burns (13 december 2016 - heden)

## Galerij van afbeeldingen

Wapen van het bisdom
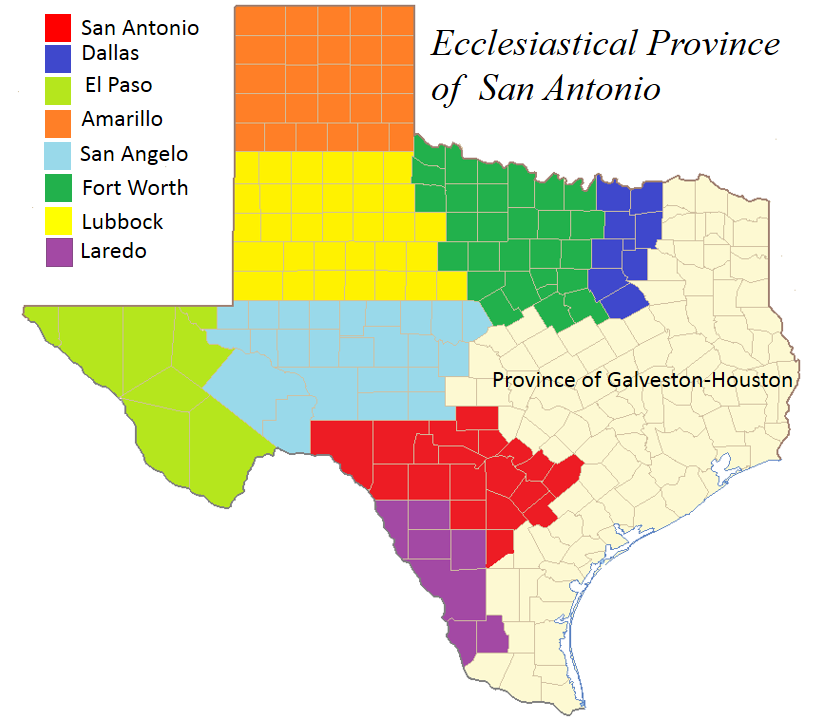
Kerkprovincie met aartsbisdom en suffragane bisdommen
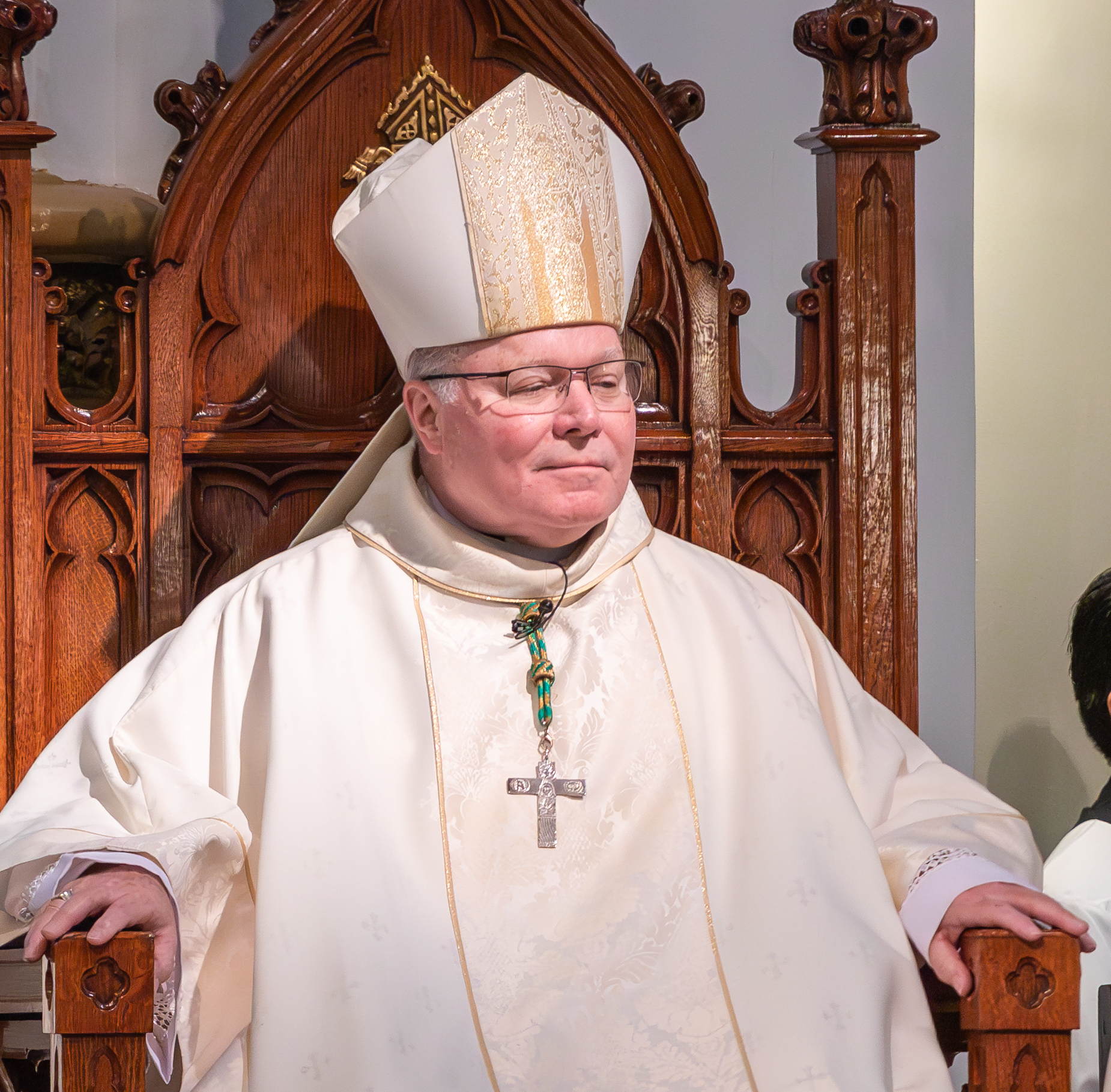
Bisschop Edward James Burns (2016-heden)

San Antonio (aartsbisdom) · Amarillo · Dallas · El Paso · Fort Worth · Laredo · Lubbock · San Angelo